# Maria Kofta
Maria Kofta z domu Jaremczuk (ur. 23 stycznia 1914, zm. 5 kwietnia 1992) – polska germanistka, profesor, pochodzenia ukraińskiego.

## Życiorys
Pochodziła z Mizocza. W młodości uczyła się w szkole klasztornej w Monachium. W 1929 zamieszkała z ciotką na Wołyniu, gdzie zdała w wołyńskim Gimnazjum im. Tadeusza Kościuszki w Równem. Następnie odbyła studia filozoficzne na Uniwersytecie Warszawskim, zdając egzamin magisterski u Władysława Tatarkiewicza. W 1952 r. otrzymała doktorat, następnie uzyskała nominację profesorską. Została pracownikiem naukowym w Germanistyce Łódzkiej.

### Życie prywatne
W latach 1941–1948 była żoną radiowca – Mieczysława Kofty. Para miała dwóch synów: Jonasza Koftę (ur. 1943) – poetę, dramaturga, satyryka i piosenkarza oraz Mirosława Koftę – psychologa (ur. 1945).
Zmarła 5 kwietnia 1992 w Warszawie, pochowana na cmentarzu Komunalnym Północnym (kwatera  T-VII-7-5-9)